# Pukwana (Dakota Południowa)
Pukwana – miasto w Stanach Zjednoczonych, w stanie Dakota Południowa, w hrabstwie Brule.